# Kościół i klasztor św. Dominika w Trogirze
Kościół i klasztor św. Dominika (chorw. Crkva i samostan sv. Dominika) – rzymskokatolicki kompleks klasztorny zakonu dominikanów, znajdujący się w chorwackim mieście Trogir. Pełni funkcję sanktuarium bł. Augustyna Kažoticia, urodzonego w Trogirze dominikanina, biskupa i pierwszego beatyfikowanego Chorwata.

## Historia
Klasztor założono w roku 1265, obecny wygląd uzyskał w roku 1425. 22 lutego 1944 kompleks został zniszczony podczas bombardowań brytyjskich, nalotu nie przetrwało zachodnie skrzydło klasztoru, skrzydło wschodnie i zachodnie nie doznały większych uszkodzeń, lecz eksplozja uszkodziła dach kościoła. Odbudowę rozpoczęto na początku lat 70. W 2001 przed budynkiem ustawiono posąg Matki Bożej Królowej Korony Bośniackiej. W 2020 roku zakończono remont elewacji świątyni.

## Architektura i wyposażenie
Świątynia gotycka, jednonawowa. Dziedziniec klasztorny otaczają krzyżowo sklepione krużganki. W tympanonie portalu głównego znajdują się rzeźby Matki Bożej z Dzieciątkiem, św. Marii Magdaleny i św. Augustyna. Wnętrze zdobi poliptyk wykonany przez Blaža Jurjeva Trogiranina oraz grobowiec rodziny Sobotów autorstwa Niccola di Giovanniego Fiorentina. Na wieży kościelnej zawieszone są 4 dzwony.